# Xenia delicata
Xenia delicata är en korallart som beskrevs av Hilario Atanacio Roxas 1933. Xenia delicata ingår i släktet Xenia och familjen Xeniidae. Inga underarter finns listade i Catalogue of Life.